# 李真
イ・ジン（朝鮮語: 李眞／이진、LEE Jinn、1982年 - ）は、韓国の女性小説家。

## 経歴
(https://www.shinsensha.com/books/3291/　）
1982年、ソウル生まれ。大学ではデザインと映像理論を専攻。
2012年、長編小説『ワンダーランド大冒険』が第6回飛龍沼ブルーフィクション賞を受賞し、小説家デビュー。
2014年、2作目の長編小説『アルジュマンド・ビューティーサロン』を出版。
2017年、3作目の長編小説となる『ギター・ブギー・シャッフル』で第五回秀林文学賞を受賞。
2019年、短編小説集『少女のためのフェミニズム』（共著）を発表。

## 邦訳作品
- 『ギター・ブギー・シャッフル』岡裕美訳、新泉社[2]、韓国文学セレクション、2020年4月